# Étienne III (roi de Hongrie)
Pour les articles homonymes, voir Étienne et Étienne III.
Étienne III Árpád , fils aîné de Géza II de Hongrie et d'Euphrosine de Kiev, fut roi de Hongrie du 31 mai à mi-juillet 1162 puis du 19 juin 1163 à sa mort le 4 mars 1172.

## Biographie

### Les prétendants
Étienne III devient roi à la mort de son père le 31 mai 1162. Son premier règne ne dure que six semaines car l'Empereur Manuel Ier Comnène tenta d'imposer son oncle le prétendant Étienne qu'il protégeait dans le but de vassaliser le royaume de Hongrie et de prendre le contrôle de ses provinces méridionales. L'empereur envoie une armée vers les frontières hongroises pendant qu'un petit détachement tente d'obtenir la reconnaissance du prince. Les Hongrois refusent mais craignant une intervention de l'armée des grecs ils acceptent comme souverain Ladislas, un autre prétendant lui aussi frère du défunt roi mais qui n'était pas un client direct de Byzance. L'archevêque Lucas d'Esztergom refuse néanmoins de le couronner et c'est l'archevêque de Kalocsa qui couronne Ladislas II de Hongrie à la mi-juillet 1162. Étienne III tente de livrer bataille puis se retire en Autriche étant par ailleurs le seul souverain reconnu par le pape Alexandre III. Après la mort de Ladislas II après moins de six mois de règne en janvier 1163, c'est cette fois son autre oncle Étienne IV de Hongrie qui est couronné à la fin du même mois toujours par l'archevêque de Kalocsa. 
Assuré de l'appui de la papauté qui craignait la progression de l'influence de l'église orientale sur la Hongrie et de celui de Frédéric Barberousse, Étienne III recrute des mercenaires en Autriche et passe à l'offensive. La bataille décisive a lieu dans les environs de Székesfehérvár le 19 juin 1163 elle s'achève par la défaite d'Étienne IV et met fin à son règne de 4 mois. Ce dernier se réfugie de nouveau à Byzance mais Manuel Ier renonce à le soutenir et offre la main de sa fille Marie à Béla le frère cadet d'Étienne III il réclame à cette occasion le duché que Béla gouvernait depuis 1161 dans l'ouest du royaume en Dalmatie et Croatie. Étienne III est contraint d'accepter et Béla arrive à Constantinople fin 1163 où il est rebaptisé « Alexis » et fiancé à la princesse Marie, fille de l'empereur et de sa première épouse Berthe de Sulzbach, il devient ainsi le successeur potentiel de l'Empereur.
Étienne III envoie dès l'hiver 1163/1164 le ban Ampod protéger la Dalmatie et prendre sous sa protection Zara qui était sous la domination de la république de Venise. Manuel Ier met à profit cette situation pour intervenir et tenter une nouvelle fois de placer sur le trône Étienne IV. Un arbitrage de Vladislav II de Bohême en 1164 rétablit la paix et Étienne III renonce à la Dalmatie la Croatie et même la Sirmie en échange de la promesse de plus soutenir son oncle et rival. Étienne III ne se sent pas lié par cet accord et au printemps 1165 il reprend le contrôle de la Sirmie. Manuel Ier essaye de nouveau de replacer Étienne IV sur le trône mais ce dernier qui s'était emparé de Zimony est empoissonné à la mi-avril par des transfuges stipendiés par son neveu.

### Conflits et stabilisation du royaume
Au cours des années suivantes les conflits avec Byzance se poursuivent. Étienne III s'empare de la totalité de la Sirmie pendant que Manuel Ier tente de promouvoir la candidature de son gendre Béla-Alexis au trône. Le 8 juillet 1167 les grecs remportent une victoire le long de la Save près de Zimony mais l'empereur n'exploite pas son avantage. De plus la naissance d'un fils en 1169 né de sa seconde épouse, met fin à ses velléités d'assurer sa succession à Béla-Alexis. En 1171 il proclame son fils Alexis héritier du trône rompt les fiançailles de Marie et de Béla-Alexis à qui il fait épouser sa belle-sœur Agnès d'Antioche. Étienne III de son côté noue des liens familiaux avec le roi Vladislav II de Bohême et Henri II d'Autriche dont il épouse la fille Agnès en 1167. Le roi de Hongrie conclut enfin un accord avec la papauté par lequel il renonce à exercer certaines nominations et qui finit d'assurer la situation internationale de son royaume.
Le roi Étienne III meurt brutalement le 4 mars 1172 et il est inhumé à Esztergom il ne laisse pas d'enfant survivant et ses successeurs potentiels sont ses deux frères, Béla qui vit à Byzance, et Géza, qui réside en Hongrie.

## Famille et descendance
Selon l'Europäische Stammtafeln, Étienne III est fiancé à  Iaroslavna de Galich, fille de Iaroslav Ier Osmomysl prince de Galicie et de son épouse Olga Iurievna de Kiev. Il semble que cette union ne se soit pas concrétisée et qu'elle ait été renvoyée de Hongrie vers 1167/1168. 
Étienne III de Hongrie épouse en 1167/1168 Agnès (morte en 1182), fille du duc d'Autriche Henri II Jasormigott, qui épouse en secondes noces Hermann II de Carinthie dont :
- Béla, mort en 1167/1168.

## Sources
- Gyula Kristo Histoire de la Hongrie Médiévale Tome I le Temps des Arpads Presses Universitaires de Rennes (2000)  (ISBN 2-86847-533-7).
- Henry Bogdan Histoire de la Hongrie Presses universitaires de France, Paris 1966 Que sais-je ? no 678.